# Kothur, Pavagada
Kothur là một làng thuộc tehsil Pavagada, huyện Tumkur, bang Karnataka, Ấn Độ.